# أندي مارشال
أندي مارشال (بالإنجليزية: Andy Marshall) (مواليد 14 أبريل 1975 في بوري سانت إدموندز - إنجلترا) لاعب كرة قدم إنجليزي يلعب حاليا لصالح نادي الدرجة الممتازة أستون فيلا الإنجليزي منذ 2009 في مركز حارس مرمى .

## روابط خارجية
- أندي مارشال على موقع قاعدة بيانات كرة القدم.إي يو (الإنجليزية)
- أندي مارشال على موقع Soccerbase.com (لاعب) (الإنجليزية)
- أندي مارشال على موقع عالم كرة القدم.نت (الإنجليزية)
- أندي مارشال على موقع كووورة
- أندي مارشال على موقع AS.com (الإسبانية)